# Nicola Sansone
Nicola Domenico Sansone (München, 10 september 1991) is een Italiaans voetballer die doorgaans als aanvaller speelt. Hij verruilde  Bologna in 2023 voor Lecce. Sansone debuteerde in 2015 in het Italiaans voetbalelftal.

## Clubcarrière
Sansone werd geboren in het Duitse München. Hij begon met voetballen bij SV Neuperlach. Op tienjarige leeftijd trok hij naar Bayern München. Daar maakte hij twee doelpunten in 32 wedstrijden in het tweede elftal. Hij debuteerde in januari 2010 in de 3. Liga tegen Dynamo Dresden. In juni 2011 vertrok hij transfervrij uit München.
Op 2 juli 2011 tekende hij een contract bij Parma FC. Op 31 augustus 2011, de laatste dag van de winterse transferperiode, werd besloten om hem een seizoen te laten rijpen bij Crotone. In juli 2012 keerde hij terug bij Parma. Hij maakte zijn debuut in de Serie A op 26 september 2012 tegen Genoa CFC. Op de negende speeldag maakte hij zijn eerste doelpunt in de Italiaanse competitie tegen Torino. In de eerste helft van het seizoen 2013/14 speelde Sansone in totaal zeventien competitiewedstrijden voor Parma. Hij maakte in januari 2014 de overstap naar US Sassuolo. Bij Sassuolo speelde Sansone in de rest van het seizoen nog twaalf duels in de Serie A. In de volgende jaargangen was hij basisspeler. Hij speelde tot en met het seizoen 2015/16 84 competitiewedstrijden voor de club en scoorde daarin zeventien keer. Dat laatste jaar vormde het sportieve hoogtepunt in zijn periode bij Sassuolo. Zijn ploeggenoten en hij werden zesde in de Serie A en plaatsten zich daarmee voor de Europa League.
Sansone tekende in augustus 2016 een contract tot medio 2021 bij Villarreal, de nummer vier van de Primera División in het voorgaande seizoen.
Hierna kwam hij uit voor Bologna, en Lecce.

## Interlandcarrière
Sansone speelde in meerdere Italiaanse jeugdelftallen. In 2012 en 2013 speelde hij in totaal acht interlands in het Italiaans voetbalelftal onder 21. Hij nam met die ploeg deel aan het Europees kampioenschap 2013 in Israël, waar Jong Italië in de finale met 4-2 verloor van de leeftijdgenoten uit Spanje. Zijn debuut in het Italiaans voetbalelftal maakte Sansone op 16 juni 2015 in een vriendschappelijke interland tegen Portugal (0–1 verlies). Na 68 minuten speeltijd verving hij Stephan El Shaarawy.